# Estadio Palogrande
Das Estadio Palogrande ist ein Fußballstadion in der kolumbianischen Stadt Manizales, Hauptstadt der Provinz Caldas. Es ist die Heimstätte des Fußballclubs Once Caldas (Corporación Deportiva Once Caldas).

## Geschichte
| Estadio Palogrande |

| Lokalisierung von Caldas in Kolumbien |

Am 30. Juli 1994 wurde das Estadio Palogrande mit dem Spiel Once Caldas gegen die brasilianischen Mannschaft Cruzeiro Belo Horizonte, welches Cruzeiro mit 5:2 gewann, eingeweiht. Es ersetzte das 1936 fertiggestellte und 1992 abgerissene Estadio Fernando Londoño y Londoño mit 16.000 Plätzen. Die Tribünen der Sportstätte sind komplett überdacht und bieten 36.553 Sitzplätze. Zwischen den Zuschauerrängen und dem Spielfeld verläuft eine Aschenbahn. Der Name Palogrande (dt.: großer Pfahl) führt auf einen großen Baum zurück; der in den 1930er Jahren auf dem heutigen Stadiongrundstück stand. 
Für die Copa América 2001 wurden einige Renovierungsarbeiten durchgeführt. Once Caldas erreichte in der Copa Libertadores 2004 das Finale (Hin- und Rückspiel) und trat am 1. Juli 2004 in der Anlage zum Rückspiel gegen die argentinische Mannschaft der Boca Juniors an. Das Hinspiel endete 0:0 und nach regulärer Spielzeit stand es 1:1. Once Caldas siegte 2:0 im Elfmeterschießen und gewann zum ersten Mal die Copa Libertadores. Für die U-20-Fußball-Weltmeisterschaft 2011 wird das Stadion erneuert. Die Behindertenplätze auf der Nordtribüne werden erweitert; die Stadionkapazität sinkt auf 36.112 Plätze. Es werden zusätzliche Umkleidekabinen gebaut, neue Anzeigetafeln installiert und ein neuer Rasen wird verlegt. Das finanzielle Gesamtvolumen des Umbaus ist auf 18 Mrd. kolumbianische Pesos (ca. 7 Mio. Euro) veranschlagt.

## Konzerte
Das Stadion dient neben dem Sport auch als Veranstaltungsort für Konzerte. 
Eine Auswahl der Künstler:
- Vicente Fernández (1995)
- Carlos Vives (1995)
- Shakira (1996)
- Ricky Martin (1996)
- Juanes (2003)
- Ricardo Arjona (2007)
- Juanes feat. Miguel Bosé (2009)
- Marc Anthony (2009)
- Vicente Fernández (2010)